# 広峯神社

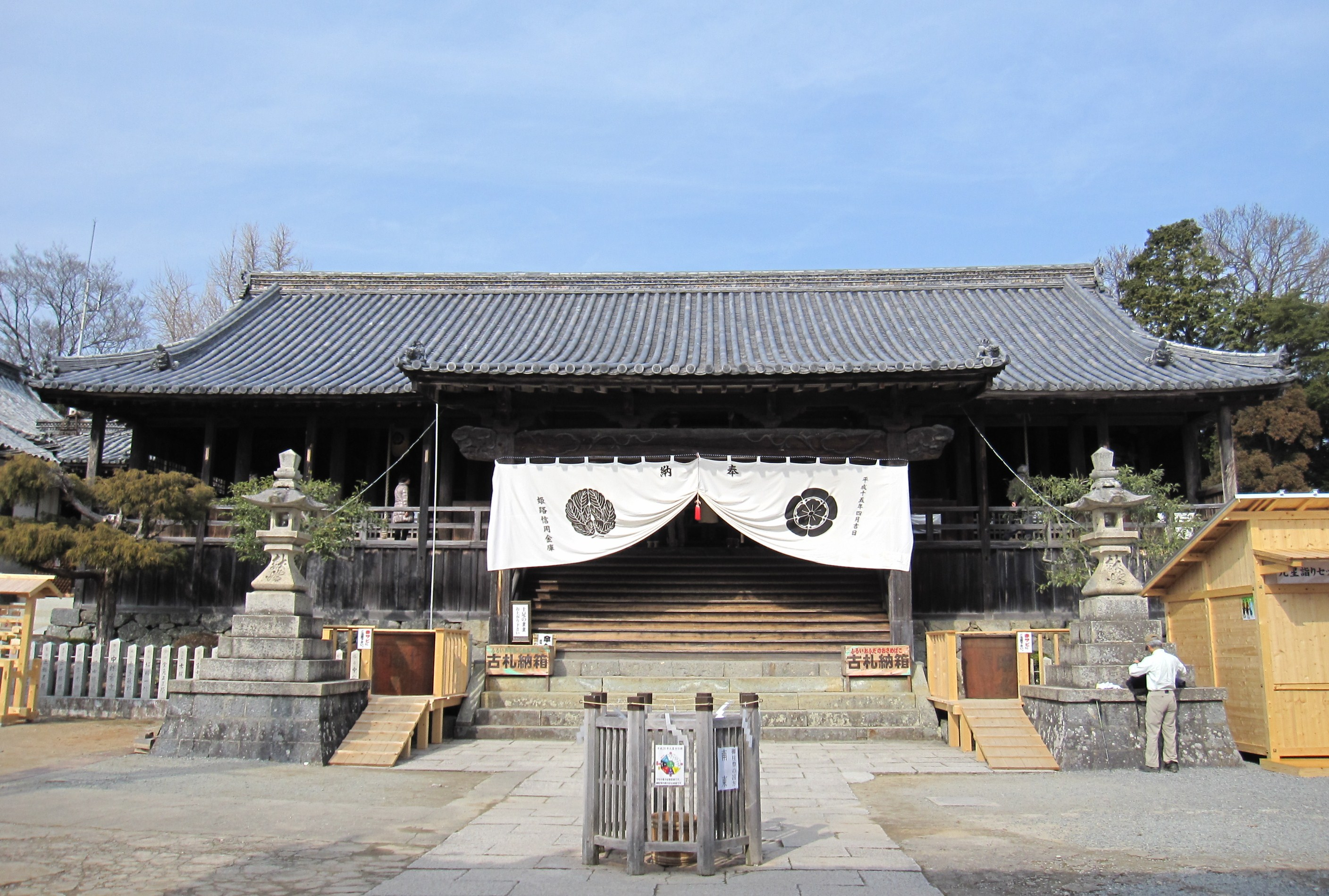
拝殿（重要文化財）

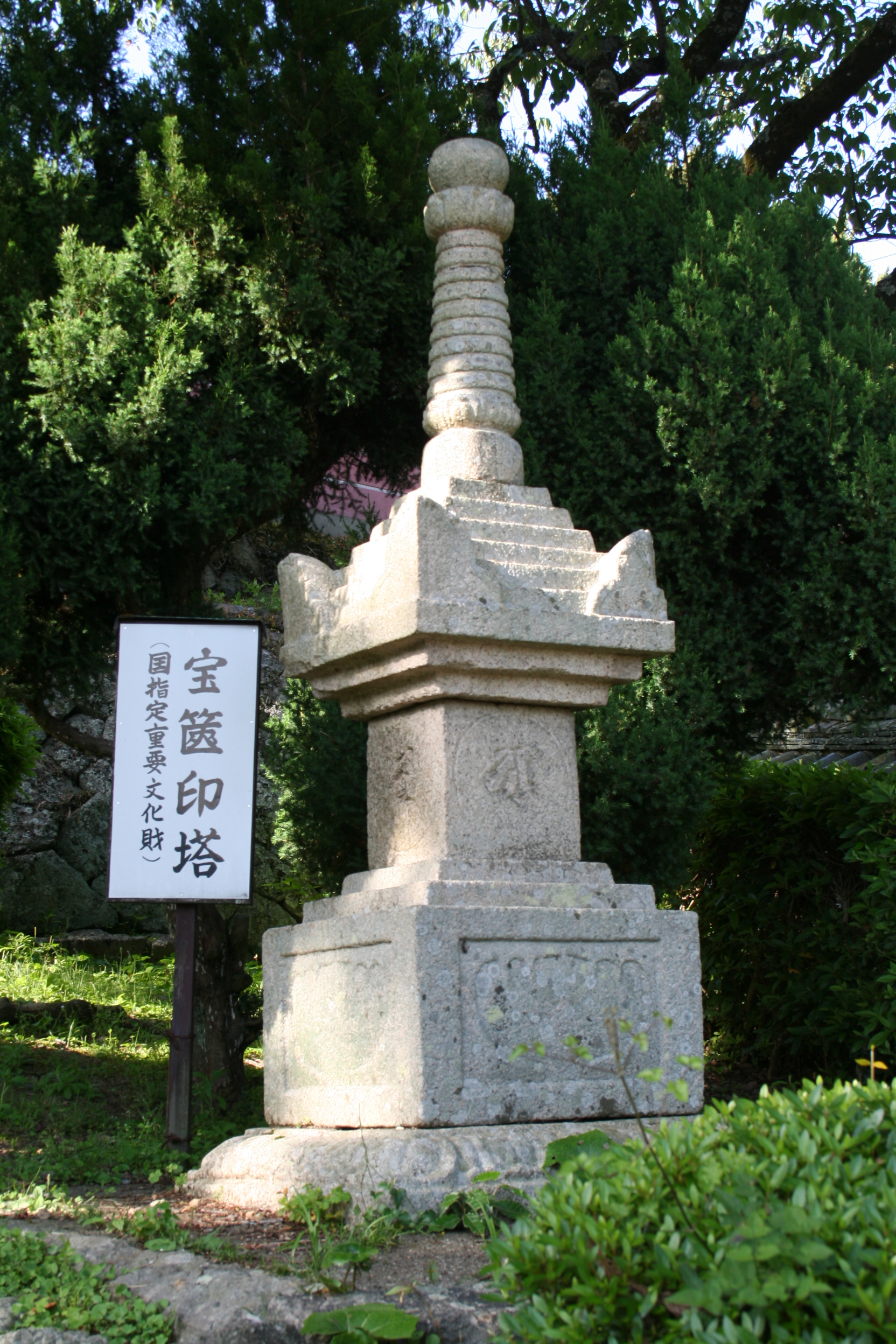
宝篋印塔（重要文化財）

広峯神社（ひろみねじんじゃ）は、兵庫県姫路市の広峰山山頂にある神社である。
全国にある牛頭天王の総本宮（ただし、八坂神社も牛頭天王総本宮を主張している）。
旧社格は県社で、現在は神社本庁の別表神社。別称広峯牛頭天王。天平の昔から名の見える古社である。

## 祭神
素戔嗚尊・五十猛命を主祭神として正殿に祀り、左殿に奇稲田姫尊・足摩乳命・手摩乳命、右殿に宗像三女神・天忍穂耳命・天穂日命ほかを祀る。
この他、摂社、末社として、西の白幣山には吉備神社、荒神社、本殿周辺に熊野権現社、稲荷社、天神社、冠者殿社、大鬼社、庚申社、山王権現社、蛭子社、軍殿八幡社、地養社、東の峰には天祖父神社を祀る。2019年秋には黒田孝高を祭神とする「官兵衛神社」を新たに創建。
明治の神仏分離令以前の祭神は牛頭天王であり、本殿内に薬師如来を本地仏として祀っていたとされる。近年、社殿裏北西に薬師堂が建設され、当時祭っていたとされる薬師如来が安置されている。

## 歴史
『播磨鑑』には「崇神天皇の御代に廣峯山に神籬を建て」とある。天平5年（733年）、唐から帰った吉備真備が都へ戻る途中この地で神威を感じ、それを聖武天皇に報告したことにより、翌天平6年（734年）、白幣山に創建されたのに始まると伝えられる（広島県福山市の素盞嗚神社の社伝によれば吉備真備は備後から勧請したという）。天禄3年（972年）に現在地の広峰山頂に遷座した。延喜式神名帳には記載がないが、『日本三代実録』貞観8年（866年）条に「播磨国無位素盞嗚神に従五位下を授く」との記述があり、当社のことと見られる。また、この牛頭天王という神は陰陽道にとって非常に重視される神であるが、創建者とされる吉備真備は陰陽師であったとされ、広峰神社が陰陽道と浅からぬ関係にあったものと推察される。
牛頭天王に対する信仰は、御霊信仰の影響により、厄いをもたらす神を祀ることで疫病や災厄を免れようとするもので、以下に記す祇園社（八坂神社）の「祇園信仰」が有名であるが、当社においては主として稲作の豊饒を祈願した内容の信仰となった。これを「広峯信仰」と呼び、当社が古くから農業の神として崇拝された所以である。（祭礼の項の御田植祭及び祈穀祭参照）
貞観11年（869年）、当社から平安京の祇園観慶寺感神院（現在の八坂神社）に牛頭天王（素戔嗚尊）を分祠したとする説があり、貞応2年（1223年）の文書にも「祇園本社播磨国広峯社」とある。そこから祇園社（牛頭天王社）の元宮・総本社とも言われているが、八坂神社とは今なお本社争いがくすぶっている。また、当社から京都八坂神社へ祭神を分祠する際に通過して休憩したと伝えられる神戸の祇園神社や大阪の難波八阪神社、京都の岡崎神社などのような祭神の遷座の旧跡も存在する。三重の尾鷲神社などにも分祠している。
また、明治の神仏分離令までは天王山増福寺、広嶺山増福寺等と称し、江戸時代は徳川将軍家の菩提寺である寛永寺の支配下にあった。

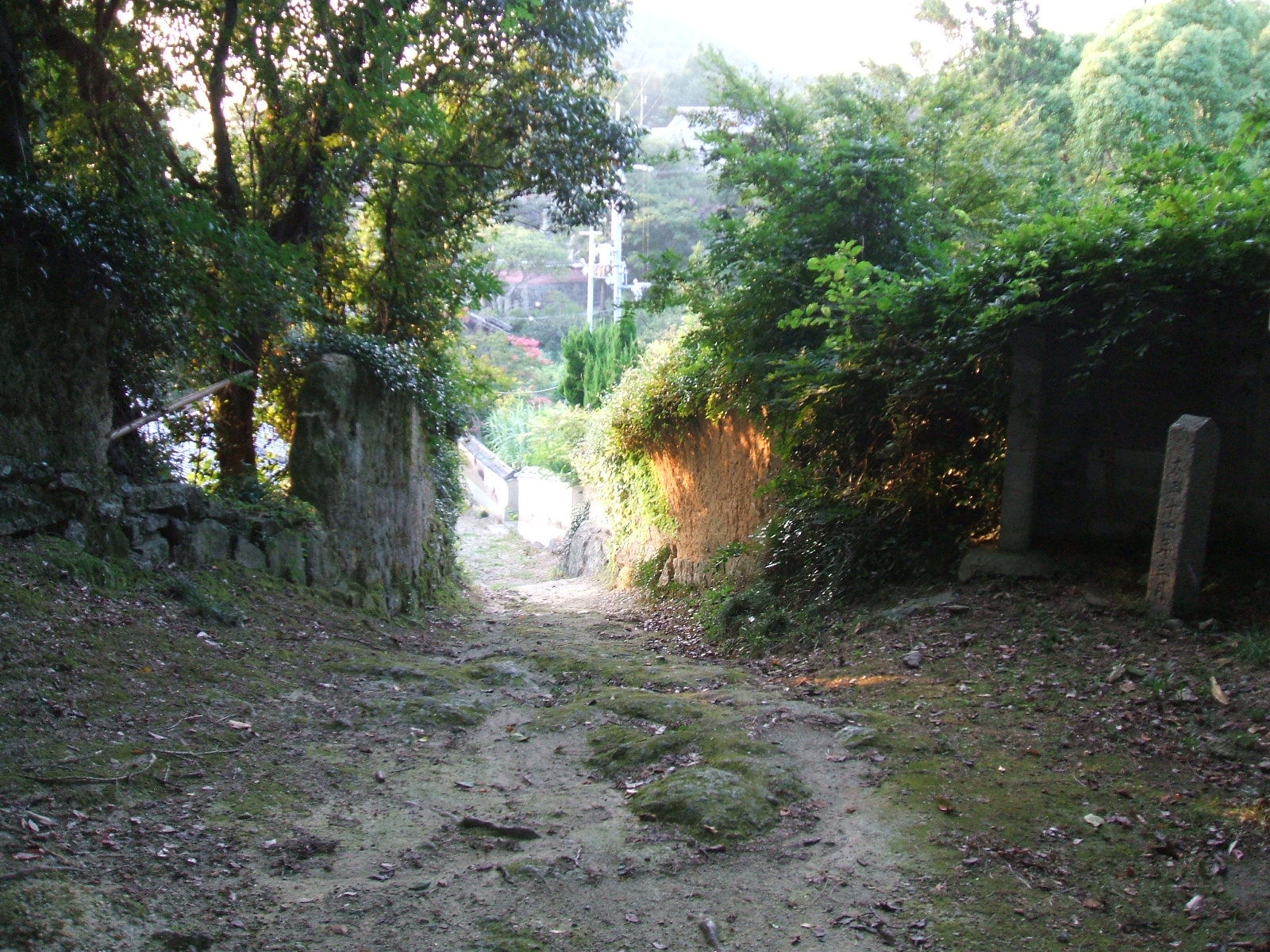
山頂の広峰神社内にある社家(御師屋敷)跡地

鎌倉時代から室町時代にかけては、当時多くの神社がそうであったように神官が御家人・地頭を兼ね繁栄した。湊川の戦いにも出陣、北朝の側についている。
社家については、古くは七十五家あったと伝わるが、永禄年中の戦乱の影響で社勢が衰えた結果、江戸時代頃までにいわゆる「広峯三十四坊」といわれる三十四家が残り、その後、寛文年中には三十三家、安永年中には二十五家となった。ただし、三十四家という社家の枠は残り、不在となった家は他の社家が兼帯した。
江戸時代中期以降の主な社家には、廣峯・肥塚・魚住・椙山・谷・小松原・谷口・神崎・金田・竹田・竹井・柴田・内海・福原・粟野・大坪・芝・馬場・尾代等がある。
大別当社務職を代々世襲し、各社家の頂点にあった（実質的には江戸時代初期まで）廣峯氏は、三十六歌仙の一人で『古今和歌集』の撰者でもある凡河内躬恒の子孫とされ、鎌倉時代には御家人を兼ね、室町時代には赤松氏配下の有力国人でもあった往古からの社家、関東の在名を苗字とする肥塚、金田氏等はかつての鎌倉御家人の子孫で、鎌倉時代に東国から播磨へ下向し、その後社家となったとされる家である。また、赤松一族といわれる魚住氏、小松原氏、谷口氏等のように室町後期～織豊期頃に赤松家臣団から流入して社家となったと考えられる家もある。
江戸時代（宝永年間以降）にはこれら各家のうち五家が従五位下諸大夫の官位官職に就き、以下に記すような社務を執り行った。
各社家は、社務として一年を通して時期ごとの神事を執り行う他、江戸時代の正徳4年（1714年）に禁裏の勅願所と定められてから、明治4年（1871年）に政府から停止の指示があるまで、諸大夫の社家1名を総代として、その他数名の社家が毎年1月末～2月中旬に京都に赴き、禁裏等へ祈祷を奉納していた。
また、御師としての性格を表す社務として、寺院の檀家制度のように、当社の信仰（上記、広峰信仰）地域（播磨、但馬、淡路、摂津、丹波、丹後、若狭、備前、備中、備後、美作、因幡 、伯耆）において、主として自然村単位で信徒（檀那）を持っており、社家は自家の檀那村をまわって三種類の神札（居宅内の神棚に祀るもの、苗代に立てるもの、田の水口に立てるもの）を配布し、その対価として御初穂料を得て収入としていた。江戸時代以降、社領わずか七十二石であった当社が繁栄を維持できたのは、実にこの広範囲にわたる多数の信徒の支えによるところが大きい。
この檀那村は、ある社家が経済的に困窮したり、何らかの理由で社家から退く際には、他の社家に有償で譲り渡すことができるなど、社家間で取引の対象ともなっていた。
これら社家の他に、「手代」と呼ばれる当該社家に仕える神職の家が50家程度あった。
手代は一つの社家が数家を抱え、社家の禁裏への祈祷や檀那廻りの際に随行する他、平素は広峰山内にある社家所有の畑を耕作して生活していた。
時代が明治となってからは、明治4年（1871年）の「社寺料上地令」（太政官布告第四号）により社領72石を収公され、さらに同年の太政官布告第二三四号により神職の世襲が廃止され、新たに祠官・祠掌として官任されることとなったことにより、社家及び手代の多くはその地位を失って下山し、教員、近在の他神社の神職あるいは実業界等に転身していった。
現在「憩いの広場」として公園化されている旧社家谷口氏の屋敷跡地に立つ「谷口家の碑」は当該経緯をよく物語っている。
この傾向は戦後、農業技術の進歩及び経済基盤が農業から商工業に転換したことにより、当社への信仰が衰えるに及んでさらに顕著となり、神社関係者のほとんどが下山することとなった。
かつて山上に多く軒を連ねた神職屋敷はほとんどが廃屋となって、現在、ほぼ完全な形で残っているのは肥塚邸、魚住邸の二軒（ともに非公開）のみとなっている。
近世以降、播州の人が「伊勢参り」するとき、まず広峯神社に参拝してから出発し、帰ってくるともう一度社参した。これを「二度廻り」といい、この慣わしは昭和初期まで続いた。
山頂への登路は主なものが二つあり、南は白国村（姫路市白国）及び平野村（姫路市北平野奥垣内）からのものがあって、前者を表坂、後者を裏坂と称した。
この他、東は随願寺からのもの、西は大野村（姫路市上大野）及び山冨村（姫路市夢前町山冨）からのもの、北は須加院村（姫路市香寺町須加院）からのものがあった。現在、増位山随願寺～当社～山富のルートは「近畿自然歩道」と称するハイキングコースの一部となっている。
戦後になり、表坂に沿って車道が整備された。（後記、道路の項を参照）

## 黒田孝高（官兵衛、如水）先祖の伝承
平成30年、本殿裏手境内に黒田孝高（官兵衛、如水）を祭神とする神社を建立すると発表、2019年春に完成予定。神社によれば黒田官兵衛、黒田家ゆかりの地を目的として参拝に訪れる人が多いという。
当社には、戦国時代の武将黒田重隆（黒田孝高の祖父）にまつわる伝説が伝わっているが、江戸時代以降、この手代の家の中で「黒田」を苗字とする家があり、家紋が福岡藩主黒田家と同様の「藤巴」であること、また、この家の男子の諱（いみな＝本名）に福岡藩主黒田家の一族で諱字として用いられたのと同様の「重」「長」「政」「隆」の字を用いた者や、同様に通称で「官兵衛」の「官」の字を用いた者があることから、黒田重隆と何らかの関連性を持つ家であった可能性がある。ただし、江戸時代から大名黒田家との関係を調べているが繋がりは見いだせておらず、多可郡黒田庄の出身とみられる。黒田家は近江国出自なので別族である。黒田家重臣の井ノ口氏がここの僧・御師であったことは史料で証明される。また、新たに創建される官兵衛神社には江戸時代、姫路市妻鹿の黒田職隆廟所より発見された桂化木の一部が祀られていた福岡市の職隆菩提寺「大長寺」から廣峯神社に寄贈され官兵衛神社の御神体とする。

## 文化財
室町時代造営の本殿は入母屋造りで、内陣・外陣を分け、奥まった位置に正殿・右殿・左殿を配した独特の構造である。拝殿と共に国の重要文化財に指定されている。

### 重要文化財（国指定）
- 本殿 - 室町時代（文安元年、1444年）再建、正面11間、側面4間
  - 2012年2月3日、この日に行われた火渡り神事で使われた火が、本殿の屋根に燃え移り、屋根の一部が約30平方メートルに亘り焼ける火災があった[1][2]。
- 拝殿
- 宝篋印塔

### 兵庫県指定文化財
- 広峯神社古文書
- 宝珠図絵馬

### 姫路市指定文化財
- 氏重刀
- 御田植祭

## 祭礼
歳旦祭（1月元旦）
節分、立春厄除大祭　とんど納札祭（2月節分の日）
祈年祭（2月18日）
御田植祭（4月3日）　
稲の豊作を占う神事で、農業の神として崇拝されてきた当社の祭礼の代表的なもの。姫路市の無形民俗文化財に指定されている。以下に述べる祈穀祭とともに、その年の実際の稲作に先んじて、擬似的に田植えから稲刈りまでを行い、その年の稲作の豊饒を祈願する神事である。
式次第は、4月3日午前、御旅所である天祖父神社から本殿までを、衣冠装束の神職、神の依代である傘鉾を持った傘持ち、桜の造花を付けた花笠、赤襷がけの田植えをする早乙女、田植えの際に笛と太鼓で祭囃子を奏でる白衣青袴の楽団、昔さながらに蓑笠をまとい鋤鍬を持って仮田を耕す田人、及び苗に見立てたジャノヒゲの入った苗箱を天秤棒で担いだ苗運びが行列をなして練り歩く。本殿前到着後、まず、山門前に傘鉾が据えられ、神職が祈願を行った後、予めワセ、ナカテ、オクテの三種類の稲用に三分割して砂盛りのしてある仮田に田人が鋤や鍬を入れ、その後、早乙女がそれぞれ仮田に稲の苗に見立てたジャノヒゲを植える。早乙女の田植えに合わせて楽団は祭囃子を奏でる。なお、現在、早乙女のうち3人は姫路市の広報活動を実施している「お城の女王」が務めている。
昭和30年代までは毎年、溢れんばかりの参拝者で賑わったが、その後、農業の衰退や祭囃子を演奏できる者がいなくなったことで一時途絶えていたものを、平成8年（1996年）、地元の商工業者が顕彰会を立ち上げ、復興した。
祈穀祭（4月18日）　
4月3日に仮田に植えた苗が18日には立派に実り収穫されたものと見立てて神前に稲穂を供え、御田植祭同様にその年の稲作の豊饒を祈願する神事。穂揃祭と走馬式からなる。
当日、まず穂揃祭にて神職はその年の稲の豊作品種を占い、その結果を発表する。この際、本殿に近隣農家から奉納されたワセ、ナカテ、オクテの三種類の稲（天王穂という）を飾り、この実った稲を見た参拝者は一年の豊作に期待してこれから始まる農作業の励みとする。昔はこの奉納された稲籾をもらいうけ、自己の田の苗代に撒く者もあった。
穂揃祭に続き行われる走馬式は、御旅所である天祖父神社から本殿前まで朝廷の武官の衣装を身に付けた神職が乗る数頭の馬が三往復する景気付けのための儀式である。神職が落馬せずに完走すれば豊作、観衆の歓声に馬が驚き跳ね、落馬すれば凶作だと言われている。江戸時代には10頭の馬が駆け、姫路藩主の代参や馬の献上があった。現在は3頭が走る。御田植祭とならんで当社一番の大祭であり、戦前までは一説に参拝者が10万人を超えたともいわれる。
夏越の大祓・茅ノ輪神事（6月30日）
上半年の穢れを祓うための神事。　境内に設置された直径2メートルほどの茅の輪をくぐることで穢れを祓う。
秋季大祭・宵宮（10月17日）
秋季大祭・本宮（10月18日）
御柱祭（11月15日）
吉備祭（旧暦10月2日）
合格祈願のための祭り。
年越の大祓（12月31日）
下半年の穢れを祓うための神事。
この他、11月には七五三詣があり、また、各種お祓い（出張お祓い含む）、宮参りは随時受付けている。

## 交通アクセス

### 鉄道
- 播但線野里駅下車。

### バス
- 姫路駅から神姫バス4・6系統「広峰」行で「広峰」下車、徒歩登山40分。但し4系統は朝晩のみ、6系統は日中2時間毎の運行なので、南方を頻繁に通る各系統に乗車、「白国南口」で下車して「広峰」バス停まで約1km歩き足すのがよい。
- 「広峰」行以外に「白国南口」を通るのは、3,5系統「大寿台／姫路獨協大学」行、81系統「江鮒団地／北条営業所」行、82系統「古法華公園」行、84、86系統「福崎駅前」行。

### 道路
- 市街地から兵庫県道518号砥堀本町線を北上、山道を登る。